# Epelatus
Epelatus is een geslacht van vliesvleugeligen uit de familie Pteromalidae. De wetenschappelijke naam van dit geslacht is voor het eerst geldig gepubliceerd in 1928 door Girault.

## Soorten
Het geslacht Epelatus is monotypisch en omvat slechts de volgende soort:
- Epelatus eurytomoideus Girault, 1928